# یوزف هامرل
یوزف هامرل (آلمانی: Josef Hamerl; ۲۲ ژانویهٔ ۱۹۳۱ – ۱۵ ژوئیهٔ ۲۰۱۷) بازیکن فوتبال اهل اتریش بود.
از باشگاه‌هایی که در آن بازی کرده‌است می‌توان به باشگاه فوتبال آدمیرا واکر مودلینگ و باشگاه فوتبال آستریا وین اشاره کرد.
وی همچنین در تیم ملی فوتبال اتریش بازی کرده‌است.